# ماريما (إيطاليا)

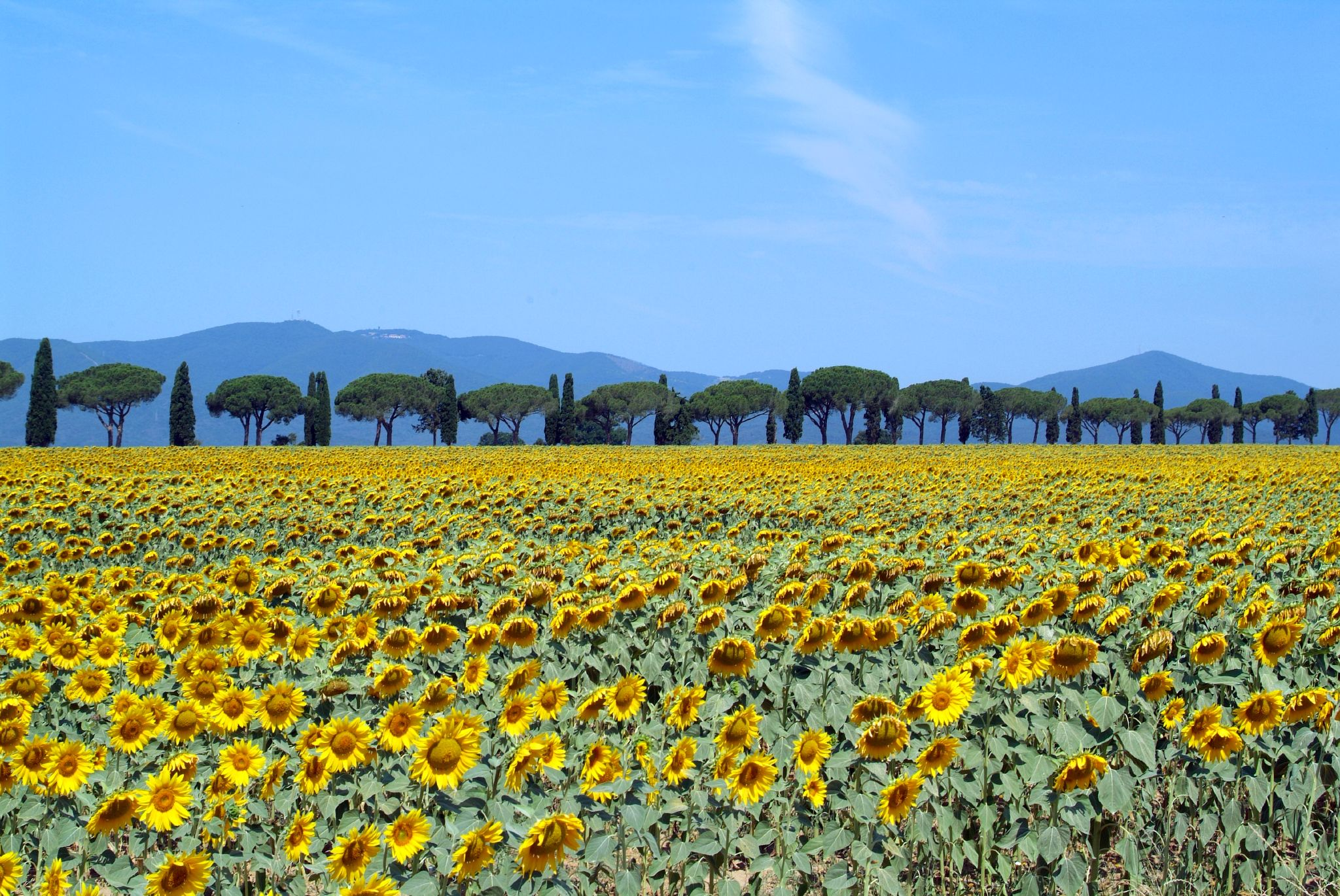
حقل عباد الشمس في ماريما

ماريما من اللاتينية maritima، هي منطقة ساحلية في غرب وسط إيطاليا، على حدود البحر التيراني. وهي تشمل الكثير من جنوب غرب توسكانا وجزء من شمال لاتسيو. كان في السابق مستنقعًا في الغالب، وغالبًا ما يكون ملاريا، ولكن تم تجفيفه بأمر من فرناندو الأول دي ميديتشي.
كان يسكنها تقليديًا رعاة الماشية، الذين يركبون الخيول المزودة بنمطين مميزين من السروج، سكافاردا والبارديلا.

## جغرافية
تمتد شمالًا إلى كولين ميتاليفير ومنحدرات مونتي أمياتا، لكن المنطقة تمتد شمالًا من بيومبينو إلى مصب سيسينا وجنوبا إلى لاتسيو حتى تشيفيتافيكيا .

## سلالات الحيوانات
لقد أدت الماريما إلى ظهور عدة سلالات من الحيوانات الأليفة أو أطلقت اسمها عليها. وتشمل هذه سلالتين من الخيول العاملة، ماريمانو وكافالو رومانو ديلا ماريما لازيالي، التي كانت تستخدم سابقًا بواسطة باتري و كافالكانتي ؛ سلالة ماريمانو من الأبقار الرمادية الكبيرة ؛ سلالة ماريمانو من كلب حراسة الراعي ؛ وسلالة الماكياولا مرمانا سلسلة من الخنازير الصغيرة، سميت بهذا الاسم لأنه تم الاحتفاظ بها على نطاق واسع، وتركت للتجول في الغابة.